# Madison Solow
Madison Sarah Solow (Toronto, 30 maggio 1992) è una calciatrice canadese naturalizzata polacca, centrocampista del Dux Logroño.

## Carriera

### Nazionale
Solow viene convocata per la prima volta dalla Federazione calcistica del Canada (Canadian Soccer Association - CSA) nel 2009, aggregata alla formazione Under-17. Nel maggio dello stesso anno il commissario tecnico Carolina Morace la convoca per uno stage nella nazionale maggiore a Toronto. Un anno più tardi arriva una nuoca convocazione, nella Under-18, formazione con la quale disputa due incontri amichevoli ad Alliston, nell'Ontario.
Grazie alle ascendenze familiari, nell'estate del 2015 sceglie di rappresentare la Polonia venendo convocata per la prima volta con la nazionale polacca il 17 luglio 2015, in occasione della partecipazione alla Balaton Cup Inserita in rosa fa il suo debutto il 5 agosto 2015, giocando contro la Slovacchia nella finale del torneo. Il 22 ottobre 2015 disputa la sua prima partita in un torneo ufficiale UEFA, in occasione delle qualificazioni all'Europeo dei Paesi Bassi 2017, quando il CT Wojciech Basiuk le fa rilevare al 90'+1 Katarzyna Daleszczyk nell'incontro vinto per 2-0 sulla Slovacchia.

## Palmarès
- Campionato italiano di Serie B: 1

Valpolicella: 2016-2017